# 経済活動
経済活動（けいざいかつどう）とは、経済学用語の一つ。人間の社会生活において、金銭や物資の交換を行うということによって生活を成り立たせていくという部分のことを言う。例えば人間が食料が必要となったならば、それを入手するために商店に出向き、自身の所有する金銭と引き換えに商店の所有する食料を購入という形で入手するという活動がこれである。これの場合は家計という形での経済活動が行われているということになるわけである。他には家計よりも大きな規模で行われている企業や政府の財政などといった部分でも多額の金銭や物資が取引されており、このような大きな活動のことも経済活動と言う。